# Mondo Bizarro
Mondo Bizarro – dwunasty studyjny album zespołu Ramones, wydany 1 września 1992 roku przez Radioactive Records.

## Lista utworów
1. „Censorshit” (Joey Ramone) – 3:13
2. „The Job That Ate My Brain (Marky Ramone/Garrett James Uhlenbrock) – 2:17
3. „Poison Heart” (Dee Dee Ramone/Daniel Rey) – 4:04
4. „Anxiety” (Marky Ramone/Garrett James Uhlenbrock) – 2:04
5. „Strength to Endure” (Dee Dee Ramone/Daniel Rey) – 2:59
6. „It's Gonna Be Alright” (Joey Ramone/Andy Shernoff) – 3:20
7. „Take It as It Comes” (Jim Morrison/John Densmore/Robby Krieger/Ray Manzarek) – 2:07
8. „Main Man” (Dee Dee Ramone/Daniel Rey) – 3:29
9. „Tomorrow She Goes Away” (Joey Ramone/Daniel Rey) – 2:41
10. „I Won't Let It Happen” (Joey Ramone/Andy Shernoff) – 2:22
11. „Cabbies on Crack” (Joey Ramone) – 3:01
12. „Heidi Is a Headcase” (Joey Ramone/Daniel Rey) – 2:57
13. „Touring” (Joey Ramone) – 2:51

Bonus – Captain Oi Records 2004:
1. „Spider-Man” (Freddie Harris/Paul Francis Webster) – 1:57

## Skład
- Joey Ramone – wokal
- Johnny Ramone – gitara
- C.J. Ramone – gitara basowa, wokal
- Marky Ramone – perkusja

Gościnnie:
- Vernon Reid – gitara solowa w „Cabbies on Crack”
- Joe McGinty – instr. klawiszowe w „Take It as It Comes”
- Flo & Eddie – dalszy wokal „Poison Heart” i ”Touring”

Produkcja:
- Bryce Goggin – asystent inżyniera
- Joe Warda – asystent inżyniera
- Gary Kurfirst – producent wykonawczy
- Greg Calbi – mastering
- Ed Stasium – miksowanie, producent
- Paul Hamingson – inżynier dźwięku
- Eugene Nastasi – asystent inżyniera
- Garris Shipon – asystent inżyniera
- George DuBose – fotograf, grafika